# آخرین ایستادگی (آلبوم)
آخرین ایستادگی (انگلیسی: The Last Stand) هشتمین آلبوم گروه موسیقی هوی متل سبتان است که توسط پیتر تگترین در استودیوی ابیس در سوئد تولید شد  و در ۱۹ اوت ۲۰۱۶ منتشر شد. مانند آلبوم پیشین سبتان، قهرمانان، آخرین ایستادگی نیز یک آلبوم مفهومی درباره مفهوم نظامی آخرین ایستادگی است.